# Радибош (Драмско)
 Тази статия е за обезлюденото село в Гърция.  За селото в България вижте Радибош.  
Радибо̀ш или Радиго̀ж (на гръцки: Αετοράχη, Аеторахи, до 1927 година Ραδιμπός, Радибос) е обезлюдено село в Република Гърция, разположено на територията на дем Бук (Паранести) в област Източна Македония и Тракия.

## География
Радибош се намира на югозападните склонове на планината Родопи и попада в историко-географската област Чеч. Съседните му села са Радишани, Ибишлер, Чатак, Явор, Карилово и Бахан.

## История

### Етимология
Според академик Иван Дуриданов първоначалната форма е Радибоужда, което е притежателно прилагателно със суфикс jā, женски род (според вьсь, женски род „село“) от личното име *Радибуд. Според Йордан Заимов първоначалната форма е Радибужд.
Според Йордан Н.Иванов името е свързано със старата славянска ономастика, личното име Радогост от по-старо Ардагаст, руското лично име Радогоща, личното име Радибуш < Радобужда в грамоти на Стефан Душан от 1342 и 1345 година. Сравними са същото селищно име Радибош в Радомирско и селищното име Радигоже в Костурско.

### В Османската империя
Съгласно статистиката на Васил Кънчов („Македония. Етнография и статистика“) към 1900 година Радибош (Радибошъ) е българо-мохамеданско селище. В него живеят 430 българи-мохамедани в 120 къщи.

### В Гърция
След Междусъюзническата война в 1913 година Радибош попада в Гърция. Според гръцката статистика, през 1913 година в Радибош (Ράδιμπος) живеят 445 души. В 1923 година жителите на Радибош са изселени в Турция и на тяхно място са заселени гърци бежанци. През 1927 година името на селото е сменено от Радибос (Ραδιμπός) на Аеторахи (Αετοράχη). През 1928 година в Радибош има заселени 13 гръцки семейства с 43 души – бежанци от Турция. Селото е отново обезлюдено по време на Гражданската война в Гърция.
| Година    | 1913 | 1920 | 1928 | 1940 | 1951 | 1961 | 1971 | 1981 | 1991 | 2001 | 2011 | 2021 |
| --------- | ---- | ---- | ---- | ---- | ---- | ---- | ---- | ---- | ---- | ---- | ---- | ---- |
| Население | 445  | 369  | 35   | 55   |      |      |      |      |      |      |      |      |